# Furchi
Il quartiere Furchi o Furci a Caltanissetta è un rione, impropriamente chiamato quartiere, della città, esso è il più piccolo dei quartieri/rioni del centro storico cittadino.
Il quartiere, di forma quadrangolare, è racchiuso a Nord da quartiere di San Francesco, ad Est dalla primo tratto del Viale Regina Margherita. A Sud confina con la Scuola di San Giusto e ad Ovest con la Via Dante Alighieri (vedi piantina).
Al suo interno vi è l'omonima chiesa di San Giuseppe con la sua piazzetta.
Secondo una suddivisione del 2016 effettuata dall'Ufficio tecnico del Comune di Caltanissetta, esso ha una superficie complessiva di 14 213 m², con 595 residenti al 2010.

## Storia
Il rione Furchi, vicino al quartiere della Provvidenza, si chiama così perché è posto nel punto più alto e dominante della città antica di Caltanissetta. Esso prende i nome dal fatto che ivi vi si eseguivano le pene capitali con la forca; essendo dominante queste potevano esser viste da tutta la città.
Il nome del rione dei Furchi viene talvolta confuso con quello della Provvidenza.

## Monumenti

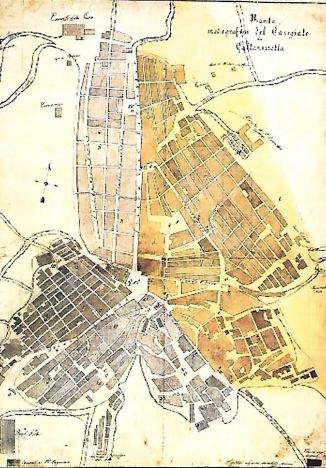
Antica mappa borbonica di Caltanissetta degli inizi 800
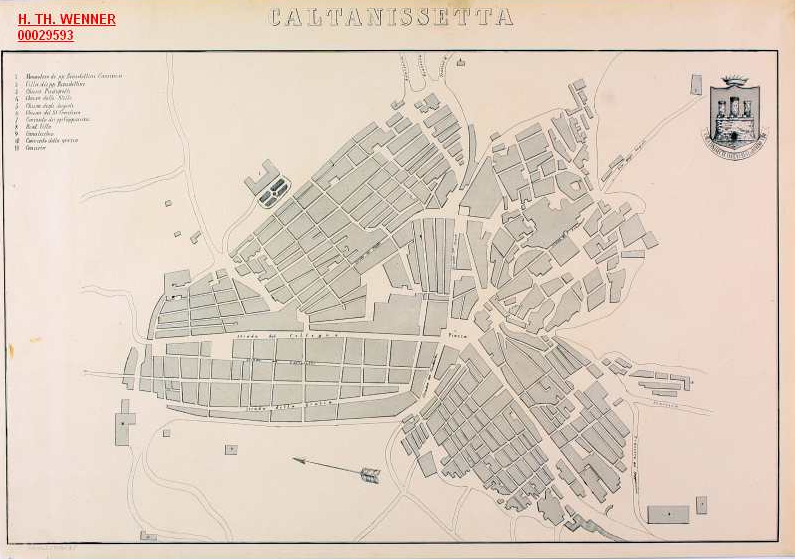
Antica mappa borbonica di Caltanissetta ante unità d'Italia
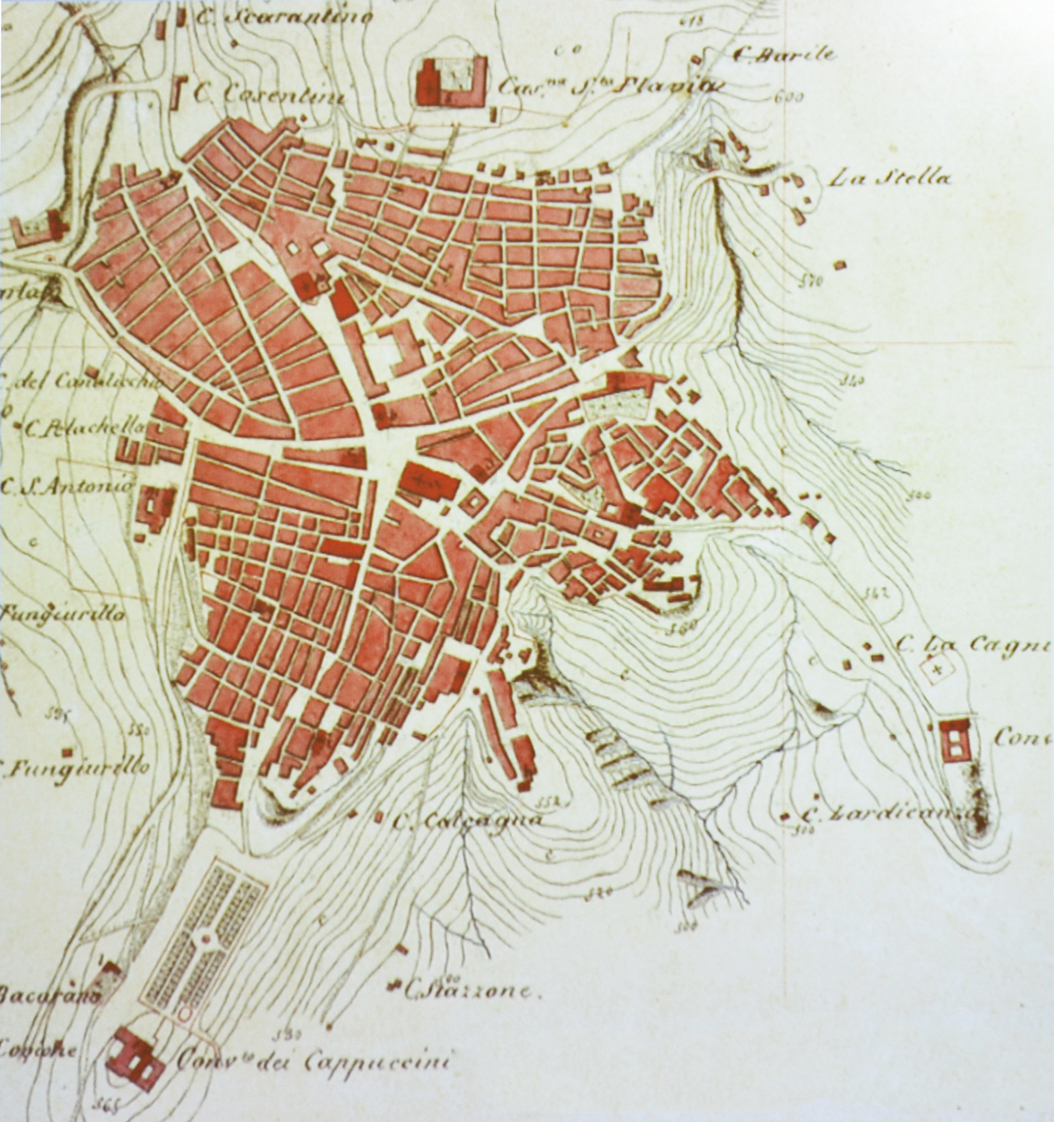
Antica mappa di Caltanissetta inizi 1864
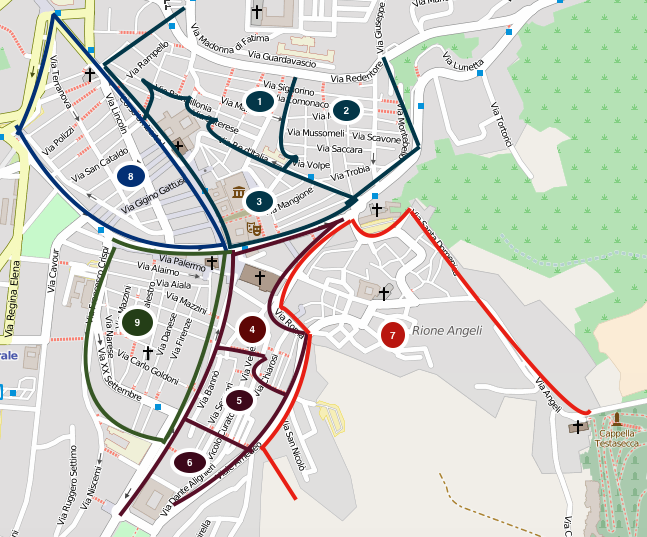
Quartieri e rioni di oggi a CL